# Silberhydroxid
Silberhydroxid (Silber(I)-hydroxid), chemische Formel AgOH, ist als Hydroxid des Silbers eine Base. Das sich als Zwischenstufe zum bräunlichen und schwer löslichen Niederschlag von Silber(I)-oxid bildende Silberhydroxid kann z. B. elektrolytisch oder aus neutraler wässriger Silbernitrat-Lösung unter äquimolarer Zugabe der Base NaOH gebildet werden. Silberhydroxid steht unter Abspaltung von Wasser mit dem ebenfalls schwer löslichen, stabileren Silber(I)-oxid Ag2O im Gleichgewicht.
{\displaystyle \mathrm {2\ Ag^{+}+2\ OH^{-}\longrightarrow 2\ AgOH\downarrow } }{\displaystyle \mathrm {\rightleftharpoons \ Ag_{2}O\downarrow +H_{2}O} }
Für die Gleichgewichtsreaktion von Silberhydroxid zu Silberoxid ergibt sich für die Gleichgewichtskonstante K ein Wert von 1,33 · 10−3, wobei im Gleichgewicht deutlich weniger Ag2O als AgOH in der Lösung vorliegt.
{\displaystyle \mathrm {2\ AgOH\rightleftharpoons Ag_{2}O+H_{2}O\ (pKs=2{,}875)} }

## Darstellung
- Silbernitrat wird in Wasser gelöst. Unter Rühren wird diese Silbernitrat-Lösung in eine Natronlauge eingerührt. Der entstandene Silberhydroxid-Niederschlag wird abgesaugt, mit Wasser und anschließend mit Methanol gewaschen.[2]

- Aus wasserfreier alkoholischer Lösung kann Silberhydroxid ohne Bildung von Silberoxid gefällt werden.[5]

## Reaktionen
Eine Aufschlämmung von Silber(I)-oxid in Wasser reagiert deutlich alkalisch, da in Umkehrung der oben aufgeführten Reaktion aus Silberoxid die Base Silberhydroxid gebildet wird.
Die Fällung von AgOH aus wässriger Lösung beginnt bei pH-Wert 8,3 und ist beim pH-Wert von 11,3 abgeschlossen. Als amphoteres Hydroxid geht AgOH bei noch höheren pH-Werten wieder in Lösung; so bildet sich im Überschuss einer stark alkalischen Lösung aus Silberhydroxid das lösliche Silberhydroxid-Anion [Ag(OH)2]−:
{\displaystyle \mathrm {AgOH+OH^{-}\longrightarrow [Ag(OH)_{2}]^{-}} }
Durch Zugabe von konzentrierter Ammoniak-Lösung bildet sich aus Silberhydroxid der wasserlösliche Diamminsilber(I)-komplex [Ag(NH3)2]+.
{\displaystyle \mathrm {AgOH+2\ NH_{3}\longrightarrow [Ag(NH_{3})_{2}]^{+}+OH^{-}} }

## Verwendung in der präparativen Chemie
- Aus den wasserlöslichen Halogeniden Chlorid, Bromid und Iodid können in methanolischer Lösung mit einer Silberoxid-Suspension bequem und ohne Nebenreaktionen die entsprechenden Hydroxide dargestellt werden.
- Die Substitution eines Chlor- oder Iod-Liganden (–Cl bzw. –I) durch eine Hydroxygruppe (–OH) ist in einigen organischen Verbindungen durch die Umsetzung mit AgOH möglich (Beispiele: Die Reaktion von Chlorbernsteinsäure mit Silberhydroxid führt zur Äpfelsäure unter Bildung von AgCl; die Überführung von Iodethan zu Ethanol).[8]
- Quartäre Ammoniumhalogenide können mit AgOH in die entsprechenden, halogenidfreien quartären Ammoniumhydroxide überführt werden.[9]
- Historische Möglichkeit zur Darstellung von kolloidalem Silber: In einer alkalischen Lösung des Natriumsalzes der Protalbin- bzw. Lysalbinsäure reduziert Hydrazinhydrat AgOH zu kolloidalem Silber, das sehr beständig ist.[10]
- Tartronsäure (Hydroxymalonsäure) entsteht durch Hydrolyse von Monobromalonsäure mit Silberhydroxid.